# Attilio Regolo Scarsella
Attilio Regolo Scarsella (Santa Margherita Ligure, 1870 – 1954) è stato un educatore, storico ed erudito italiano.

## Biografia
Nato a Rapallo da una famiglia del ceto imprenditoriale legato alle attività marittime, laureato in Giurisprudenza all'Università di Pisa, visse tutta la vita a Santa Margherita Ligure, dove svolse una lunga e proficua attività di educatore. Dotato di un ingegno multiforme che gli consentiva di spaziare tra svariate discipline, fu filologo, storico, poliglotta, apprezzato oratore, numismatico e bibliofilo, collezionista di armi antiche, ma anche promotore di iniziative nel campo civile e culturale. Fu, infatti, membro di diversi comitati civici di Rapallo e di Santa Margherita Ligure, tra cui quelli costituiti per promuovere l'erezione di monumenti a personalità del Risorgimento italiano. Dal 1947 fu primo presidente del Circolo Amici di Santa Margherita, cenacolo culturale che annoverò illustri intellettuali, e collaborò a lungo con il settimanale rapallese Il Mare con una serie di articoli nella rubrica La passeggiata del signor direttore.

## L'attività di educatore
Nel 1900, con il finanziamento e il patrocinio della Società Sammargheritese-Ligure di Buenos Aires, fondò a Santa Margherita la Scuola Tecnica Commerciale Scarsella - una sorta di scuola media, l'unica della cittadina - della quale fu direttore fino al 1937 e dove insegnava la lingua spagnola. Nel 1907 aprì presso la Scuola un Museo di scienze naturali. Divideva le sue giornate tra la scuola e lo studio di via San Siro, dove teneva lezioni private, spesso gratuitamente, e un cenacolo culturale in cui accolse, tra gli altri, il giornalista e storico veneziano Cesare Spellanzon, lo storico Arturo Codignola, lo scultore Arrigo Minerbi.

## L'interesse per la letteratura
Scarsella, dotato di una solida preparazione classica, conosceva lingua e letteratura italiana, latina, greca, spagnola, francese, tedesca, inglese. Fu un fervido purista della lingua italiana, particolarmente legato agli ideali letterari di Pietro Giordani, di padre Antonio Cesari e soprattutto del colto e poliedrico Nicolò Tommaseo, del quale apprezzava soprattutto il Dizionario della lingua italiana, che Scarsella studiò attentamente e arricchì di annotazioni.
Tra il 1919 e il 1927 si dedicò alle traduzioni del Cacciatore dell'Isola d'Eubea e di Vita e avventure di Lazzarino di Tormes. La prima opera, un'orazione di carattere morale del fi-losofo greco Dione Crisostomo, gli diede l'opportunità di dissertare sull'arte del tradurre, che richiede conoscenza e padronanza della grammatica e della filologia, ma anche della lingua e dello stile.
Qualche anno più tardi fu data alle stampe la traduzione del romanzo che aveva segnato l'inizio del genere picaresco, Vita e avventure di Lazzarino di Tormes.
Malgrado la frequentazione dei classici e la passione letteraria, Scarsella non disdegnava affatto il dialetto, che anzi parlava quotidianamente ed esaltò anche nel volume Iscrizioni illustrate con note, inserendo due epigrafi dedicate a Zena (Genova) e al poeta dialettale genovese Martin Piaggio.

## Le opere storiche
Scarsella è noto soprattutto per le sue pubblicazioni di carattere storico. Nel 1908 il Comune di Santa Margherita affidò a lui e al sacerdote Francesco Rollino l'incarico di riordinare l'archivio comunale; il lavoro terminò nel 1910 e fu dato alle stampe il relativo inventario. In esso vengono illustrati i fondi relativi ai diversi periodi storici: genovese (fino al 1797), francese (ossia il periodo in cui il territorio genovese fu unito all'Impero Francese, 1805-1814), sardo (quando Genova dal 1815 entrò a far parte del Regno di Sardegna). Dai documenti dell'archivio comunale attinse per la redazione degli Annali di Santa Margherita, pubblicati nel 1914, la sua opera più nota e più importante. 
Gli Annali sono suddivisi in tre volumi: il primo dall'anno 262 d.C. (data dell'iscrizione sull'ara sepolcrale di Taieto Persio conservata nella chiesa parrocchiale di Santa Margherita) al 1732; il secondo dal 1733 – anno della rivolta dei sammargheritesi contro la gabella del grano imposta da Genova - al 1863, con le prime difficoltà del nuovo Regno d'Italia; il terzo fino all'inizio della prima guerra mondiale. Gli Annali comprendono anche le vicende dell’abbazia di San Fruttuoso, per secoli legata a Santa Margherita.
Le fonti di documentazione per la ricostruzione storica sono, per il Medio Evo, i documenti e gli annali genovesi, precedenti studi di storia locale e soprattutto l'opera del cugino Arturo Ferretto, insigne storico al quale rende omaggio come «colui che ha disseppellito tutta la storia, prima ignorata, della nostra Tigullia». Per i secoli successivi al XVI la fonte principale fu l'archivio storico del Comune di Santa Margherita e quello aggregato della famiglia Pino, nonché l'archivio della parrocchia di Santa Margherita, oltre alle carte di famiglia e all'archivio del Comune di Rapallo per il periodo in cui il territorio sammargheritese fu sottoposto al Capitanato rapallese. Relativamente al periodo dal Risorgimento al XX secolo, Scarsella raccolse anche le tradizioni locali e i racconti dei superstiti.
Nel 1914 fu data alle stampe anche una Vita di Andrea Doria, breve studio dedicato al grande ammiraglio. Al 1925 data il volume di Iscrizioni illustrate con note, in cui sono raccolte e commentate epigrafi di Santa Margherita Ligure, Rapallo, Genova e La Spezia, comprese quelle che, pur prive di valore storico, costituiscono una testimonianza di vita locale.
Alle nozze dell'allievo prediletto, l'avv. Andrea Piola, dedicò un'operetta in forma di dialogo sulla storia di Genova, ricavata da un manoscritto della sua biblioteca pervenutogli «da un'antica casa genovese».
L'ultimo lavoro di Scarsella risale al 1942 quando, ormai settantenne, pubblicò Il Comune di Genova, compreso nella Storia di Genova diretta da Mario Maria Martini e interrotta a causa dell'inizio della seconda guerra mondiale.
Morì nel 1954 e le sue opere furono successivamente raccolte in un'antologia, curata da A. Broglia e data alle stampe in Genova nel 1960.

## Opere
Dione Crisostomo, Il cacciatore dell'isola di Eubea: racconto morale, recato di greco in italiano da Attilio Scarsella, Santa Margherita Ligure 1919.
Vita e avventure di Lazzarino di Tormes: romanzo spagnolo del secolo 16 nuovamente tradotto da Attilio Scarsella, Santa Margherita Ligure 1927.
Iscrizioni illustrate con note, S. Margherita Ligure 1925.
A.R. Scarsella-F. Rollino, L'archivio municipale di Santa Margherita Ligure, Santa Margherita Ligure 1910.
Annali di Santa Margherita Ligure, voll. I-III, Rapallo 1914.
Andrea Doria, Santa Margherita Ligure 1914.
Per le nozze Piola-De Gregori, Santa Margherita Ligure 1931.
Discorso tenuto al Circolo Giovanni Bosco per la chiusura del corso superiore di cultura religiosa per i giovani, Santa Margherita Ligure 1949.
Il Comune dei Consoli, in Storia di Genova dalle origini al tempo nostro, III, Milano 1942.